# 清水雅文
清水 雅文（しみず まさふみ、1950年5月25日 - ）は日本の政治家。勲等は旭日双光章。元愛媛県南宇和郡愛南町長（4期）。

## 経歴
- 愛媛県南宇和郡愛南町（旧:西海町）出身。
- 愛媛県立南宇和高等学校卒業。
- 西海町議会議員（1期）を経て、新設合併・発足に伴う愛南町議会議員（1期）。
- 同議員を2008年4月に辞職後、2008年10月の愛南町長選挙に出馬。

現職の谷口長治との一騎討ちとなったが、県議会議員や旧城辺町を除く旧町村（谷口は旧城辺町長）の関係者、複数の町議会議員の支持を得て、697票の僅差で初当選。選挙では、新庁舎建設反対、学校統合計画の見直しなどを訴えた。ただ、選挙戦は合併成立前の城辺町対御荘町ほかの構図が色濃く、選挙の「しこり」解消が課題となった。
- 2012年　無投票再選
- 2016年　無投票再選
- 2020年　四選

新人の元町議・金繁典子（無所属）との一騎打ちを制して当選。投票率は77.77％で、2008年町長選から6.73ポイント低下して2004年の町村合併による愛南町発足後、過去最低を更新した。
- 2023年11月28日　東京都内で開催された愛南町出身者の会合で2024年10月に予定される任期満了に伴う町長選挙に出馬しないと表明した。[2]
- 2025年　春の叙勲で旭日双光章を受章[3]。

## 人物
無所属。家業は真珠母貝養殖業。趣味は柔道、空手など格闘技系スポーツ。